# 比奥塔
比奥塔，是西班牙阿拉贡自治区萨拉戈萨省的一个市镇。 总面积129平方公里，总人口1200人（2001年），人口密度9人/平方公里。